# Pinín
Pinín es un popular personaje asturiano de ficción, protagonista de las historietas de Telva, Pinón y su sobrino Pinín, muy popular en los años 40, 60 y 70 del siglo XX.

## Trayectoria
Fue creado (tanto este personaje como Telva y Pinón, protagonistas de varios tebeos) por el dibujante Alfonso Iglesias López de Vivigo, nacido en Navia (Asturias) en 1910. 
En 1944 agrupó sus historias en Las venturas de Pinín, que de Pinón ye sobrín. A partir de 1954, se popularizó en forma de cromos por medio del chocolate Cibeles.
Sus viñetas también se publicaron en "La Voz de Asturias" (desde 1963) y "Gente Menuda". Estas historias fueron también llevadas al teatro, a la narrativa (El Asthur-Kong y Pinín, 1979) e incluso al cine (Las Aventuras de Pinín y sus amigos, 1979). Apareció en 1979 en el suplemento infantil del ABC y por última vez en 1985. En 2010 el diario La Nueva España reeditó sus historias.

### Argumento
En el cómic Pinín se presenta como un niño rubio, menudo y con boina y en ocasiones una gaita. Según las historietas Pinín nació en Pajomal, un pequeño caserío que realmente existe y está situado muy próximo a La Felguera. Viajaba por toda Asturias en el madreñogiro. Este transporte era una madreña gigante que tan pronto servía de barca como volaba gracias a las hélices de la parte superior. Las aventuras incluían en ocasiones cierta crítica social y distanciamiento de la solemnidad de las publicaciones donde aparecían, vinculadas al Régimen, pero sin cruzar ciertos límites.

### Trascendencia

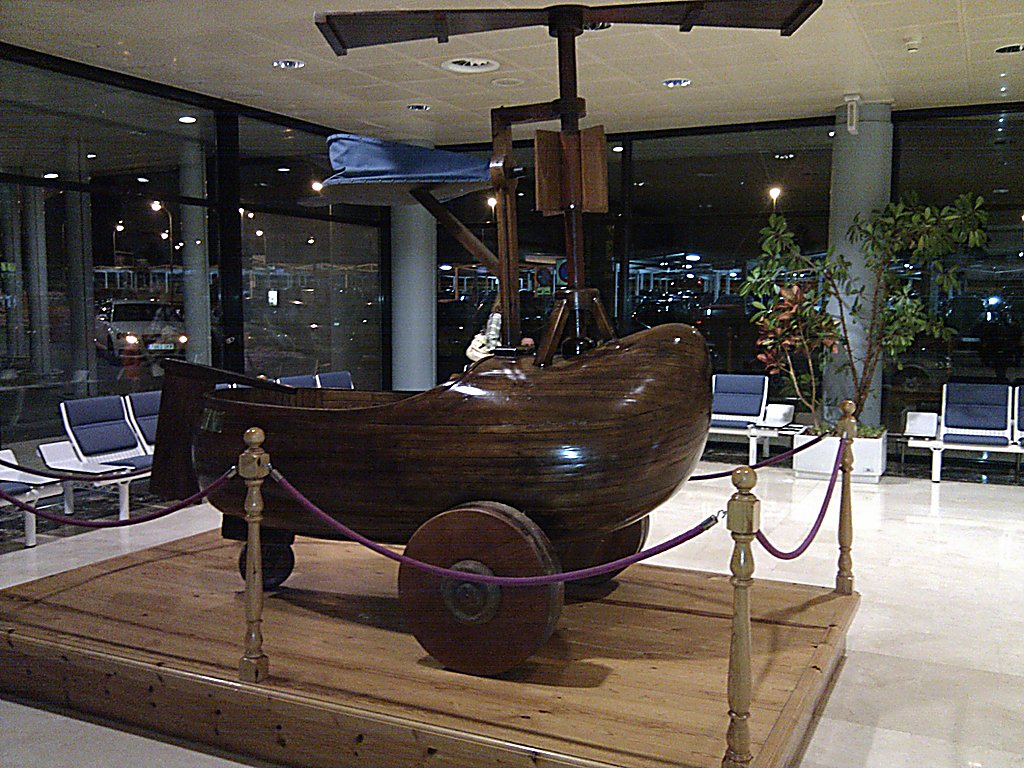
El madreñogiro en el Aeropuerto Internacional de Asturias

Desde la posguerra gozó de gran popularidad entre los asturianos y su imagen se difundió rápidamente, llegando incluso en ocasiones a ser representado como un símbolo de identificación asturiana (fue imagen del XXV aniversario del Centro Asturiano de Barcelona). Además fue el primer personaje de cómic español que se llevó al cine con personajes reales. No solo apareció en prensa escrita, sino que decoró murales de carreteras, bares, carteles de fiestas locales, desfiles, sellos, disfraces de carnaval, publicidad, etc., en muchas ocasiones junto a sus "tíos" Telva y Pinón. EN 1944 se organizó un gran desfile dedicado a Pinín con la presencia de miles de personas en la calle Uría de Oviedo.
En el Aeropuerto de Asturias existe una reproducción del Madreñogiro. Pinín tiene su monumento en el Parque de El Sutu de La Felguera, parque popularmente conocido como Pinín (extendido a todo el barrio), donde existe también una asociación de festejos con el nombre del personaje. Su creador Alfonso Iglesias tienen monumentos en Oviedo y Navia.